# El sonámbulo
El sonámbulo es una película de comedia mexicana de 1974 escrita y dirigida por Miguel Morayta Martínez y protagonizada por Gaspar Henaine «Capulina» y Alicia Encinas. Esta es la única película en la que Gaspar Henaine realiza un doble papel con los personajes de Capulina y Capuleto como hermanos mellizos.

## Trama
Capulina y Capuleto (interpretados por Gaspar Henaine) son dos hermanos gemelos. Capulina es víctima de su hermano Capuleto, quien por estar enfermo, es sonámbulo, y por ser holgazán, deja todo el trabajo a Capulina mientras él se pasa la vida pensando cómo harán para salir de la pobreza y la miseria. Capulina, quien trabaja por el día, no duerme por la noche vigilando a Capuleto, quien en su sonambulismo hace correrías por azoteas y tejados, penetra en las casas y se roba cuanto encuentre, con tal habilidad, que no lo descubren. Capulina revela su secreto a su amiga Blanca, dueña de una tienda de abarrotes: Capuleto es un ratero-sonámbulo que ha robado y deberá devolver todo antes que lo descubran.  Blanca, quien esta enamorada de Capulina le ofrece su ayuda. Valiéndose de un pretendiente de Blanca, que es policía, consiguen la lista de todo lo robado y las direcciones de los propietarios. La investigación empieza con Blanca y Capulina sobre cómo devolver todas las pertenencias de cada uno, lo que dé motivo a diferentes incidentes, acciones y equívocos.

## Reparto
- Gaspar Henaine como Capulina / Capuleto
- Alicia Encinas como Blanca
- Manuel Alvarado
- Antonio Trabulse
- Carlos Agostí
- Bettina Haro Oliva
- Diana Selga
- María Teresa Mondragón
- Marilyn Kae
- Cecilia Leger
- Queta Carrasco (Enriqueta Carrasco)
- Ricardo de Pascual
- Gustavo del Castillo
- Tito Novaro
- Ernesto Juárez
- Betty Grey
- Jesús Gómez
- Flora Carreón
- Pura Vargas
- Arturo Guzman
- Roberto Ortiz
- Agustin Gomez T.